# Pachastrissa geodioides
Pachastrissa geodioides är en svampdjursart som först beskrevs av Carter 1876.  Pachastrissa geodioides ingår i släktet Pachastrissa och familjen Calthropellidae.
Artens utbredningsområde är Portugal. Inga underarter finns listade i Catalogue of Life.